# مسجد الأمان
مسجد الأمان 
 يقع في سوق أهراس بوسط المدينة المتربع على 5688 متر مربع ويتسع ل4400 مصلي ويضم مكتبة ب200 مقعد وموقف للسيارات ومدرسة قرآنية هذا الصرح الديني ذو الهندسة الجمالية الأخاذة قد انطلقت أشغال بنائه مطلع فبراير 2011 برخصة برنامج ب885 مليون دينار جزائري، وسلم سنة 2016.